# Dietersdorf (Vestenbergsgreuth)
Dietersdorf ist ein Gemeindeteil des Marktes Vestenbergsgreuth im Landkreis Erlangen-Höchstadt (Mittelfranken, Bayern). Dietersdorf liegt in der Gemarkung Kleinweisach.

## Geografie
Der Weiler ist unmittelbar von Acker- und Grünland umgeben, an das sich nördlich und westlich ein Waldgebiet anschließt, im Norden Eichholz genannt. 1 km nordöstlich erhebt sich der Düllberg (393 m ü. NHN). Der Ort liegt an einem linken Zufluss des Gründleinsbaches, der seinerseits ein linker Zufluss der Kleinen Weisach ist.
Eine Gemeindeverbindungsstraße verläuft nach Breitenlohe zur Kreisstraße NEA 2 (1,3 km nordwestlich) bzw. nach Burgweisach zur Kreisstraße ERH 18 (1,1 km südöstlich).

## Geschichte
Der Ort wurde 1136 als „Tiderichesdorf“ erstmals urkundlich erwähnt, in der die Schenkung von Eigengütern der Witwe des Winezo von Aschbach an das Kloster Michelsberg bezeugt wurden. 1348 wurden zwei bambergische Lehengüter erwähnt, die dem bambergischen Kastenamt Wachenroth steuerbar waren. Auch die Nürnberger Patrizier Rieter hatten hier im 15. Jahrhundert Besitz. Die Hohe Gerichtsbarkeit stand bis 1803 der Castell’schen Cent Burghaslach zu. Die Dorf- und Gemeindeherrschaft wurde gemeinschaftlich vom Kastenamt Wachenroth, vom brandenburg-bayreuthischen Klosteramt Frauenaurach, dem nürnbergischen Landesalmosenamt und der Pfarrei Burghaslach ausgeübt.
Im Rahmen des Gemeindeedikts wurde Dietersdorf dem 1808 gebildeten Steuerdistrikt Breitenlohe zugewiesen, 1810 dann dem neu gebildeten Steuerdistrikt Kleinweisach. 1818 wurde die Ruralgemeinde Kleinweisach gebildet, zu der der Ort gehörte. In der freiwilligen Gerichtsbarkeit unterstanden zwei Anwesen dem Herrschaftsgericht Burghaslach (bis 1849) und ein Anwesen dem Patrimonialgericht Vestenbergsgreuth (bis 1848).
Am 1. Januar 1972 wurde Dietersdorf im Zuge der Gebietsreform in die neu gebildete Gemeinde Weisachgrund eingegliedert. Diese wurde am 1. Mai 1978 in den Markt Vestenbergsgreuth eingegliedert.

### Einwohnerentwicklung
| Jahr      | 001819 | 001861 | 001871 | 001885 | 001900 | 001925 | 001950 | 001961 | 001970 | 001987 | 002020 |
| Einwohner | 50     | 54     | 60     | 67     | 51     | 57     | 63     | 42     | 41     | 31     | 23     |
| Häuser    |        |        |        | 9      | 8      | 8      | 9      | 9      |        | 7      |        |
| Quelle    | [ 9 ]  | [ 10 ] | [ 11 ] | [ 12 ] | [ 13 ] | [ 14 ] | [ 15 ] | [ 16 ] | [ 17 ] | [ 18 ] | [ 1 ]  |

## Religion
Der Ort ist seit der Reformation evangelisch-lutherisch geprägt und nach St. Maria (Kleinweisach) gepfarrt. Die Einwohner römisch-katholischer Konfession sind nach Kreuzerhöhung (Breitenlohe) gepfarrt.